# Municipio (Canadá)
El término municipio generalmente significa el distrito o área asociada con una ciudad. Sin embargo, en algunos sistemas ninguna ciudad necesita estar implicada. El uso específico del término para describir subdivisiones políticas ha variado según el país, por lo general para describir un gobierno rural o semi-rural local dentro del propio país.
En el este de Canadá un municipio es una forma de la subdivisión de un condado. En francés Canadiense se le llama cantón.

## Canadá atlántica

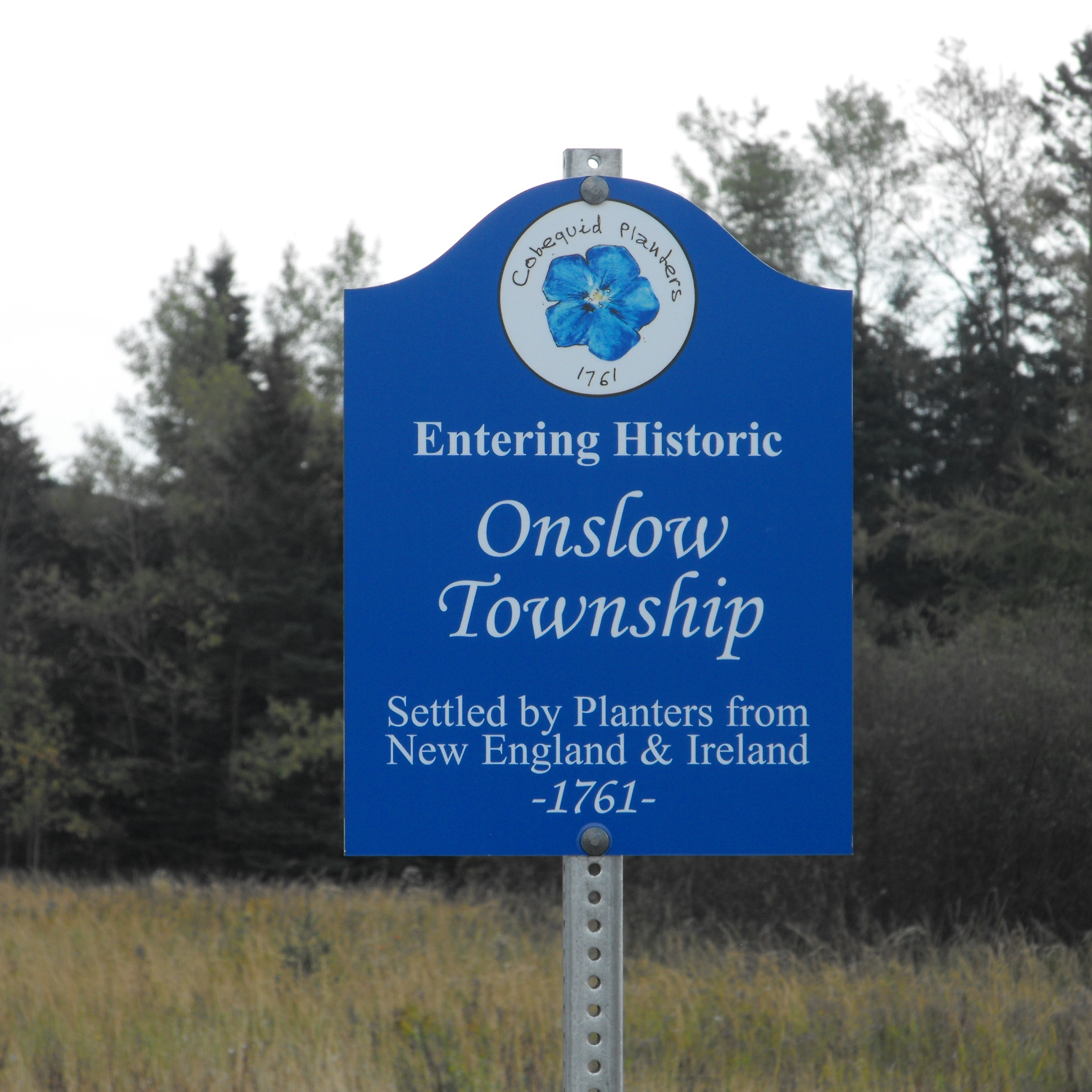
Los límites municipales históricos son de interés en la Canadá Atlántica especialmente para los que llevan a cabo investigaciones genealógicas.

La histórica colonia de Nueva Escocia (actualmente Nueva Escocia, Nuevo Brunswick y la isla Príncipe Eduardo) usaba el término municipio como una subdivisión de condados. En el caso de la isla Príncipe Eduardo la encuesta colonial de 1764 estableció 67 municipios, conocidos como lotes y 3 realezas que estaban agrupados en parroquias y de allí en condados; los municipios eran geográfica y políticamente lo mismo. En Nuevo Brunswick las parroquias han tomado al día de hoy el lugar de subdivisión de condados mientras que Nueva Escocia el día de hoy usa los distritos en su lugar.

## Ontario
En Ontario hay ambos, municipios políticos y geográficos. La mayor parte de Ontario excepto por el escasamente poblado lejano norte está subdividido en municipios geográficos. Estos son utilizados principalmente para propósitos geográficos como estudios de tierras, exploración de recursos naturales y seguimiento de fenómenos como incendios forestales o tornados.
Los municipios políticos o municipales están incorporados en municipalidades consistentes en uno o más municipios geográficos unidos como una entidad individual con una única administración municipal, usualmente consisten en una o más comunidades que no están incorporadas por varias razones. Frecuentemente los condados rurales están subdivididos en municipios. En algunos lugares, en general si el municipio es más bien un condado que una municipalidad regional el dirigente del municipio político es llamado alguacil en lugar de alcalde Sin embargo esta distinción está cambiando, muchos municipios rurales están reemplazando el título alguacil por alcalde para reducir la confusión. Pocos municipios conservan ambos títulos y designan al alcalde como la cabeza del concejo municipal y utilizan el título de alguacil para denotar al representante al consejo de nivel superior (usualmente el condado).
El término "municipio geográfico" también es utilizado en referencia a los ex municipios políticos que fueron abolidos o reemplazados como parte de la reestructuración del gobierno municipal.

## Quebec
En Quebec los municipios son llamados cantones y también pueden ser políticos y geográficos, similar a Ontario aunque el uso geográfico ahora es muy limitado o no utilizado para nada. Fueron introducidos después de la conquista británica principalmente como unidades topográficas. Fueron diseñados y cubren la mayoría del territorio no atribuido en el este de Quebec y que ahora es conocido como los Municipios del Este y posteriormente utilizados en la topografía de las regiones de Outaouais y Saguenay-Lac-Saint-Jean. Los municipios a menudo sirvieron como bases territoriales para las nuevas municipalidades pero las municipalidades de los municipios no son diferentes de otros tipos como las municipalidades de las parroquias o villas.

## El oeste de Canadá
En las provincias de la Pradera y partes de Columbia Británica un municipio es una división de Dominion Land Survey. Los municipios son (en su mayoría) cuadrados de 6 por 6 millas (9.7 por 9.7 km) – cerca de 36 millas cuadradas (93 km²) de superficie. Estos municipios no son unidades políticas (aunque los límites políticos generalmente siguen los límites de los municipios) pero existen únicamente para definir parcelas o tierras de una forma relativamente simple. Los municipios están divididos en 36 parcelas cuadras iguales de 1 milla por 1 milla (1.6 por 1.6 km) conocidas como secciones. En Saskatchewan una unidad política llamada en general municipalidad rural son 3 municipios por 3 municipios de tamaño o 18 millas cuadradas – cerca de 324 millas cuadradas (840 km²).
Tres municipalidades en Columbia Británica, Langley, Esquimalt y Spallumcheen tienen "municipio" en sus nombres oficiales pero legalmente tienen el estatus de municipalidades distritales.
- Datos: Q2936646